# شهرستان کریگهد (آرکانزاس)
شهرستان کریگهد، آرکانزاس (به انگلیسی: Craighead County, Arkansas) شهرستانی در ایالات متحده آمریکا است که در آرکانزاس واقع شده‌است.

## خصوصیات
شهرستان کریگهد ۱٬۸۴۶٫۶۷ کیلومترمربع مساحت دارد.